# Ribes nigrum
Pour les articles homonymes, voir Cassis.
Espèce
Classification APG III (2009)
Statut de conservation UICN

 LC  : Préoccupation mineure
Le Cassissier, Cassis, Groseillier noir ou encore Gadellier noir (Ribes nigrum), est une espèce d'arbrisseaux de la famille des Grossulariacées cultivé pour ses baies noires, nommées aussi cassis, riches en fibres, en composés phénoliques et vitamine C, rarement utilisés en fruits de table mais entrant dans la composition de liqueurs et confitures. Les bourgeons produisent une essence utilisée dans la parfumerie.
Lorsqu'il ne porte pas encore de fruits, le cassissier se différencie d'un arbuste du genre des groseilliers (rouges) par l'odeur caractéristique produite par ses feuilles au froissement entre les doigts.

## Nomenclature et étymologie
L’espèce a été décrite et nommée Ribes nigrum par Carl Linné en 1753 dans Species plantarum 1: 201.
L’étymologie du nom de genre Ribes n’a pas été établie avec certitude. Alors que certaines sources suggèrent que le terme pourrait avoir des origines nordiques d’autres indiquent qu’il provient de l'arabe ribas ou ribat, qui signifie « acide ».
Pour François Couplan, c’est un nom d’origine scandinave ribs. Le botaniste flamand Rembert Dodoens l’aurait employé pour désigner les plantes de la famille des groseilles dans son ouvrage en néerlandais Cruydeboeck (Herbier). Et Flora of North America indique que « le terme arabe ribas, « rhubarbe » est appliqué par erreur aux groseilles ».
L’épithète spécifique nigrum est un adjectif latin signifiant « noir », en référence à la couleur du fruit.

## Synonymes homotypiques
Selon POWO, il existe quatre synonymes :
- Botrycarpum nigrum (L.) Spach in Hist. Nat. Vég. 6: 158 (1838)
- Grossularia nigra (L.) Rupr. en Fl. Ingrica: 418 (1854)
- Ribes nigrum subsp.vulgare Ehrh. à Hanovre. Mag. 18: 218 (1780), non valablement publié.
- Ribesium nigrum (L.) Medik. dans Philos. Bot. 1: 120 (1789)

## Description
Ribes nigrum est un arbrisseau de taille moyenne, de 1 à 2 m de hauteur. Les jeunes rameaux dressés sont jaunâtres, les vieux rameaux sont brun-noir.
Les feuilles alternes sont portées par un pétiole de 1–4 cm de long, pubescent. Le limbe est réniforme, palmatilobé avec 3 à 5 lobes, de 5 à 10 cm de longueur, la face inférieure velue et garnie de glandes jaunâtres résineuses qui dégagent l'odeur caractéristique de « cassis » dès qu'on froisse la feuille, à base cordée, des bords irrégulièrement dentés et l’apex aigu.
Les inflorescences sont des racèmes, portant de 4 à 10 fleurs, sur un axe pubescent. Chaque fleur a un calice en forme de coupe de 3–4 mm, velu avec des glandes jaunes, les sépales ne se chevauchant pas, réfléchis, verdâtres ou rosâtres abaxialement, parsemés de pourpre adaxialement, les 5 pétales presque connivents, dressés, blancs à rougeâtres, les 5 étamines légèrement plus longues que les pétales; avec des filaments linéaires, de 2–2,5 mm ; elles entourent les styles connés presque jusqu’aux stigmate, de 3 mm, très finement poilus et deux carpelles fusionnés.
Les fleurs s’ouvrent successivement à partir de la base du racème et sont principalement pollinisées par des insectes, mais une partie du pollen est distribuée par le vent. Un grain de pollen atterrissant sur un stigmate germera et enverra un tube pollinique mince le long du style jusqu’à l’ovule. Par temps chaud, cela prend environ 48 heures, mais par temps froid, cela peut prendre une semaine, et à ce moment-là, l’ovule peut avoir dépassé le stade où il est réceptif. Si moins d’environ 35 ovules sont fécondés, le fruit peut ne pas être en mesure de se développer et tombera prématurément. Le gel peut endommager les fleurs non ouvertes et ouvertes lorsque la température tombe en dessous de −2° C.
Le fruit est une baie au goût sucré, noire, globuleuse, de 12–15 mm, glabres avec quelques glandes sessiles.

La floraison a lieu d’avril à mai.
.

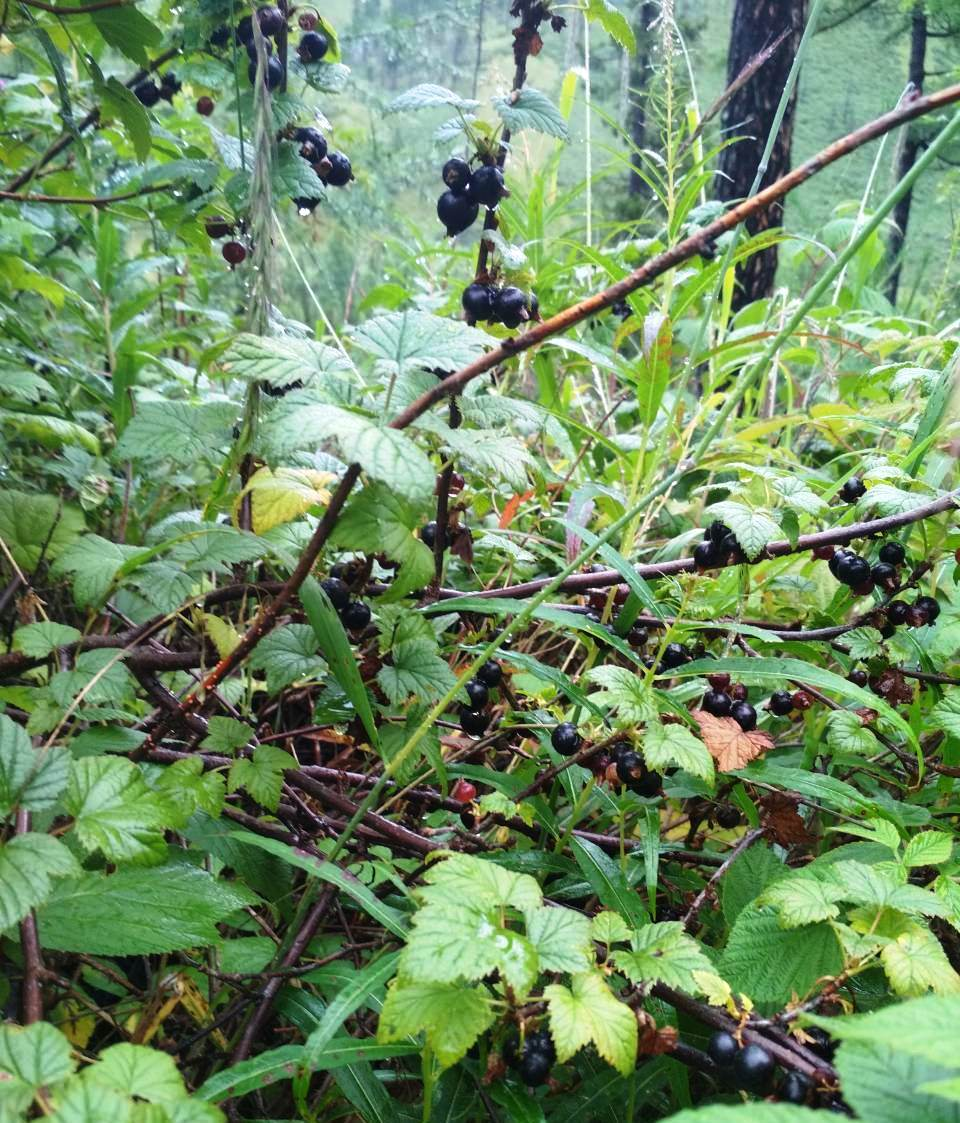
Cassis spontané en montagne
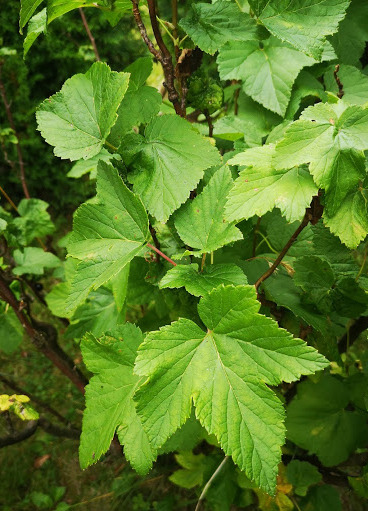
Feuille palmatilobée
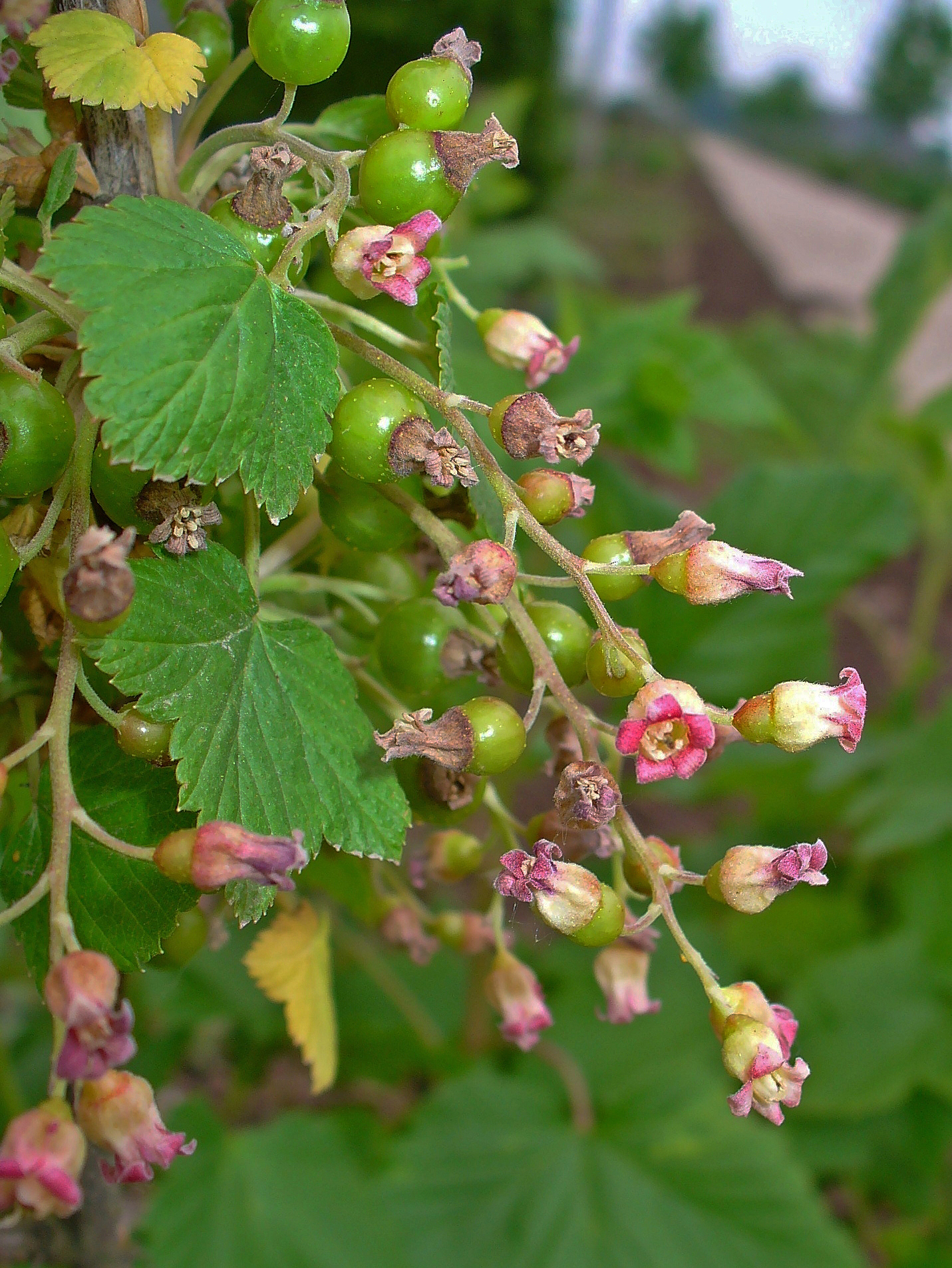
Inflorescence
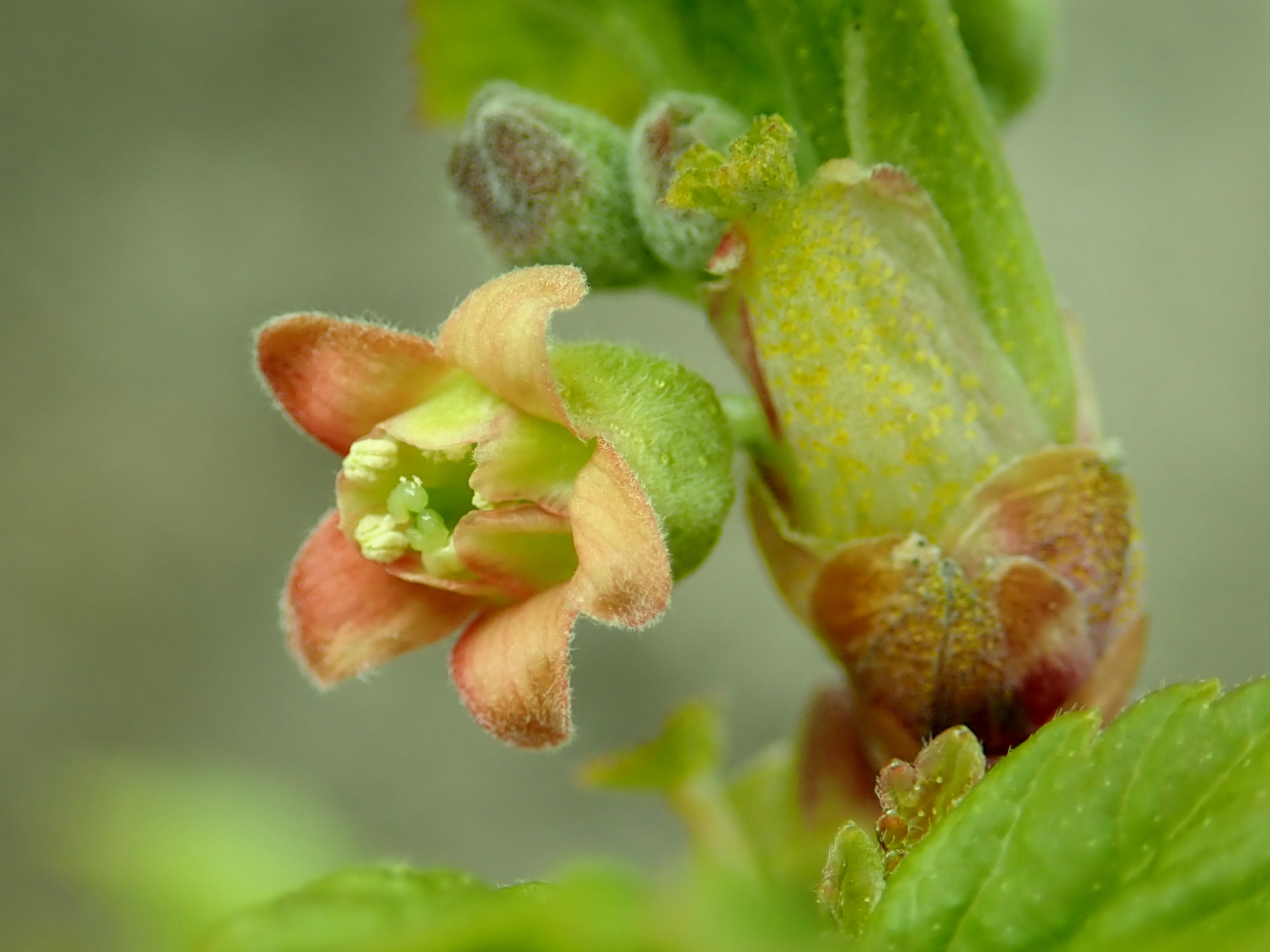
Fleur
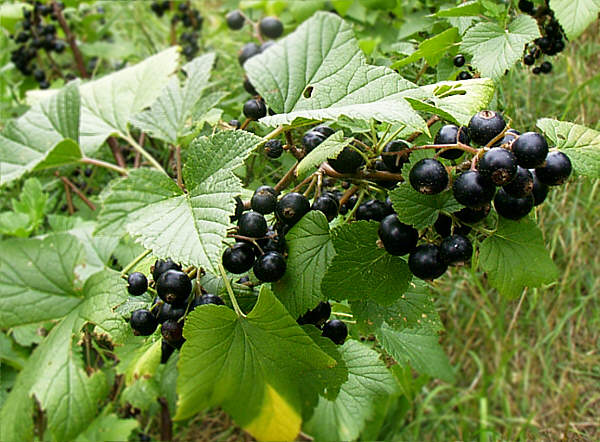
Infrutescence

## Distribution et habitat

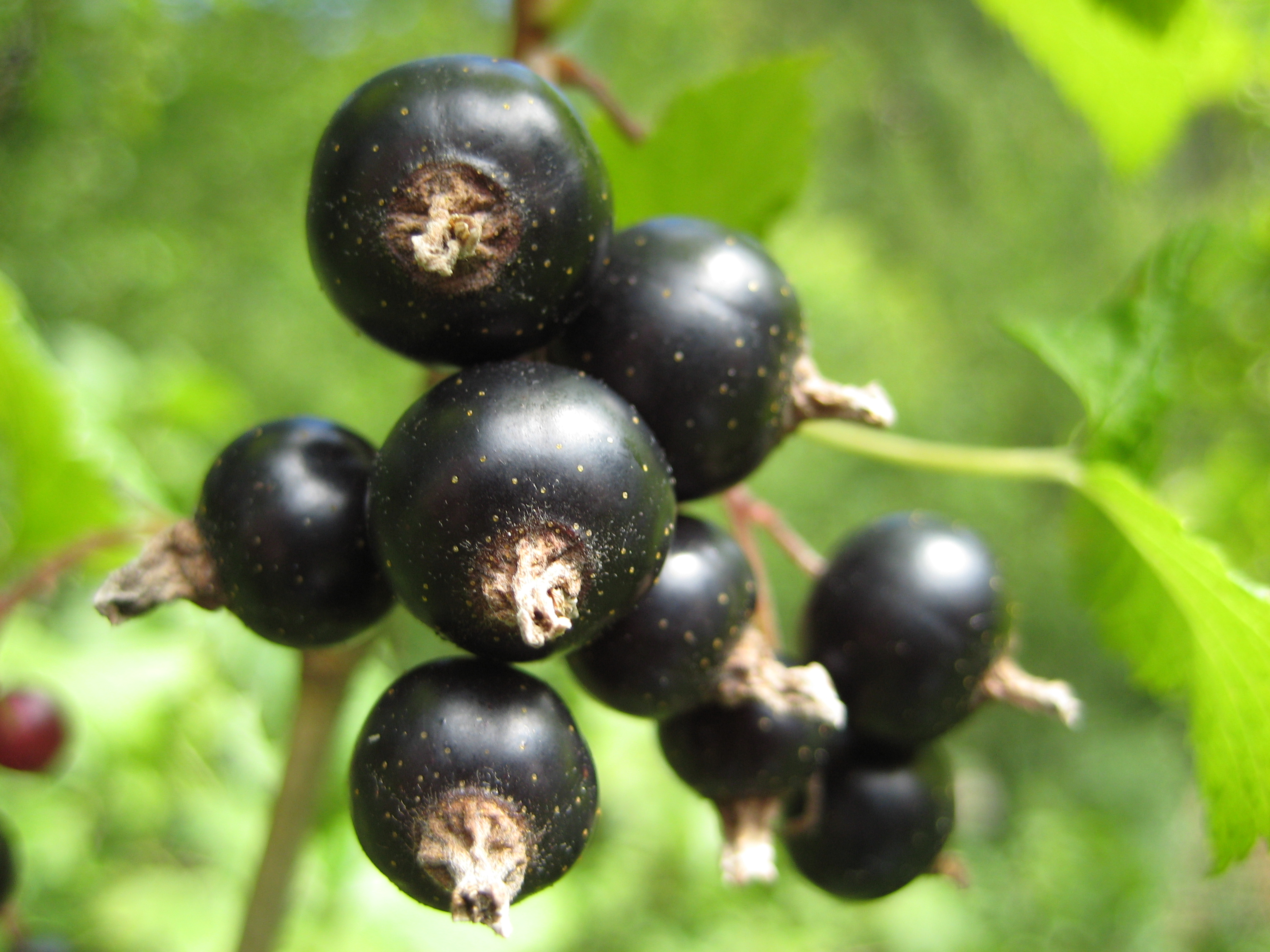
Cassis : fruits du cassissier

Selon POWO, l’aire de répartition indigène de cette espèce s’étend de l’Europe à l’Extrême-Orient russe et à l’Himalaya occidental.
En France, spontanée mais rare, dans le Nord-Est et le Dauphiné. Jusqu’à 1 600 m d’altitude dans les Alpes. Subspontanée (comme en Région parisienne), cultivée ailleurs.
Elle a été introduite en Autriche, Grande-Bretagne, Hongrie, Suisse, Russie d’Europe du Sud (elle est indigène ailleurs en Europe, sauf en Grèce), en Amérique du Nord, Turquie, Mongolie intérieure, Ouzbékistan, Xinjiang (Chine).
C’est un arbuste qui pousse principalement dans le biome tempéré, dans les prairies humides, les sous-bois, les berges des cours d’eau perturbées, les habitats anthropiques. Espèce de demi-ombre ou d’ombre, hygrophile.

## Statuts de protection, menaces
L'espèce n'est pas encore évaluée à l'échelle mondiale par l'UICN. En Europe et en France elle est classée comme non préoccupante. En Bourgogne l'espèce est considérée quasi menacée (NT), proche du seuil des espèces menacées ou qui pourraient l'être si des mesures de conservation spécifiques n'étaient pas prises.

## Méthodes culturales
Le Cassissier se plaît dans les terres profondes, argileuses, humifères, neutres à acides. L'exposition idéale est une insolation moyenne. La multiplication se pratique habituellement par bouturage.

## Variétés
- Noir de Bourgogne, bien adaptée à la récolte mécanique[8].
- Royal de Naples. Variété traditionnelle.
- Blackdown, très productive et auto fertile. Variété la plus cultivée en France[8].
- Burga, précoce, bien adaptée à la récolte mécanique.
- Cotswold.
- Delindmoi, autostérile à grosses baies[8].
- Géant de boskoop, aux très gros grains noir brillant, juteux et parfumés, à floraison tardive.
- Cross Rosenthal.
- Silvergieter.
- Tifon, résistante à l'oïdium.
- Troll, autofertile, bien adaptée à la fabrication de jus et de confitures[8].
- Titania, grandes baies adaptées à la récolte mécanique[8].
- Wellington, aux très gros grains noir foncé, très productive.
- La vincent lamonica
- Bigrou
- Andega, variété créée d'après le Noir de Bourgogne par l'INRA dans son unité de recherche d'Angers avant la création de son unité spécifique de Dijon. Après Noir de Bourgogne et Black Down, une des variétés de cassis les plus produites en France (référence année 2005), auto-fertile & bonne pollinisatrice du Noir de Bourgogne, au port semi-érigé et à la floraison plutôt tardive
- Tsema